# Paweł (Popow)
Paweł, imię świeckie Piotr Ławrientjewicz Popow (ur. 1813 w guberni jenisejskiej, zm. 13 maja?/25 maja 1877 w Błagowieszczeńsku) – rosyjski biskup prawosławny.
Był synem kapłana prawosławnego. Ukończył seminarium duchowne w Irkucku w 1834 i 7 października tego samego roku został wyświęcony na kapłana i skierowany do pracy w cerkwi przy jednej z fabryk Nerczyńska. W 1837 przeniesiono go do pracy w soborze katedralnym w Krasnojarsku. 6 grudnia 1858 otrzymał godność protojereja.
2 marca 1860 złożył wieczyste śluby mnisze i natychmiast otrzymał godność archimandryty. 6 marca tego samego roku został wyświęcony na biskupa jakuckiego, wikariusza eparchii Kamczatki, Kuryli i Aleutów. W 1866, pozostając biskupem pomocniczym tejże eparchii, został przeniesiony do Nowoarchangielska z tytułem biskupa nowoarchangielskiego, co łączyło się z objęciem zarządu nad rosyjską misją prawosławną na Alasce. Funkcję tę duchowny pełnił do 10 czerwca 1870, gdy przeniesiono go na katedrę krasnojarską i jenisejską. Przed wyjazdem do Rosji biskup Paweł udał się do Nowego Jorku, by wyświęcić tam pierwszą rosyjską cerkiew prawosławną.
W 1873 mianowany biskupem Kamczatki, Kuryli i Błagowieszczeńska. W jego jurysdykcji znajdowała się również rosyjska misja prawosławna w Japonii. Godność tę pełnił do swojej śmierci w 1877.